# Carlos Barra
Carlos Leonardo Barra Díaz (Entabladero, Espinal, Veracruz, 6 de noviembre de 1968) es un exfutbolista y entrenador mexicano que jugaba como centrocampista.

## Trayectoria

### Jugador
Carlos Barra nació en 1968 en la localidad de Entabladero, ubicada en el municipio Espinal del estado de Veracruz. Comenzó su carrera como futbolista en la cantera de los Pumas de la UNAM, y subió al primer equipo en 1988. Sin embargo, sin posibilidad de debutar, llegó un año después a los Tiburones Rojos de Veracruz y se presentó en el fútbol mexicano el 11 de noviembre de 1989, bajo la dirección de Roberto Matosas, en el triunfo 3-1 ante el Santos Laguna.
Esa temporada fue nombrado el mejor novato del torneo y, junto a Jorge Comas, fueron los primeros jugadores del equipo veracruzano en recibir un Balón de Oro.
Fue convocado por Ignacio Trelles para la Copa de Naciones Norteamericana en 1991, donde se quedaron con el título. Es total disputó cinco partidos con la selección de México, todos en ese año.
En 1994 recaló en el Atlético Morelia, con el cual disputó 14 partidos. Regresó al año siguiente con Veracruz, donde completo un total de 161 partidos y 5 goles en dos etapas con el equipo.
Continuó su carrera en Cruz Azul, con el cual obtuvo el título de liga en el Torneo Invierno 1997, que conformó el triplete continental del mismo año. En un rol más secundario, fue parte del equipo que alcanzó la final de la Copa Libertadores 2001, que perdieron en penales ante el Boca Juniors.
Disputó su último partido el 2 de marzo de 2002 en la derrota 2-1 ante los Tiburones Rojos.

### Entrenador
Carlos Bara comenzó su carrera de DT ejerciendo como segundo entrenador de Veracruz en 2002, donde coincide por primera vez en el banquillo con Vucetich durante su corta gestión de 10 partidos.
Luego de tres años como asistente técnico de los Tiburones Rojos, es nombrado como entrenador del equipo filial con sede en Coatzacoalcos, dirigiendo un total de 82 partidos entre septiembre de 2006 y octubre de 2008, poco antes de la desaparición del club en diciembre del mismo año.
En ese lapso, Barra tuvo su primera experiencia en la Primera División. El 17 de febrero de 2007 dirigió como entrenador interino a los Tiburones Rojos en el triunfo 2-1 ante San Luis.
Entre 2009 y 2013 ejerció de nueva cuenta como asistente técnico de Víctor Manuel Vucetich, donde ha cosechado la mayoría de sus éxitos como entrenador. Luego del cese de Vucetich en el Torneo Apertura 2013, Barra continuó como segundo entrenador de José Guadalupe Cruz. 
Durante el Torneo Clausura 2014, con la salida de José Guadalupe Cruz, le fue ofrecido el cargo de entrenador en Monterrey de manera interina. Fue presentado de manera oficial el 19 de febrero junto a José Treviño como asistente técnico. Luego de obtener buenos resultados durante el resto del torneo, el 16 de mayo fue anunciado como entrenador de manera definitiva para el Torneo Apertura 2014, donde alcanzó la ronda de semifinales. El 15 de febrero de 2015 fue cesado del cargo después de los malos resultados obtenidos en el inicio del Torneo Clausura.
Regresó a la entidad regiomontana en el Torneo Apertura 2018 como asistente técnico de 
Diego Alonso. Desde mediados de 2020 ha formado parte de las gestiones de Víctor Manuel Vucetich en Guadalajara, nuevamente en Monterrey, y poco después en el equipo de Mazatlán.

## Vida privada
Carlos Barra se casó con Maria Esther Serna Lagunes en 1999. De su unión surgieron tres hijos: Andrea, Carlos y Alejandra.
El 5 de octubre de 2024 recibió un homenaje de parte de la Liga Formativa de Fútbol denominada Luis «Pirata» Fuente, en el marco de la ceremonia de inauguración de la temporada 2024-25, nombrada en su honor «Carlos Barra Díaz», llevada a cabo en el auditorio «Benito Juárez». Durante el evento fue acompañado por  excompañeros de su carrera como futbolista, y por Roberto Matosas, entrenador que lo debutó en la Primera División en 1989.

«Hablar de Carlos Barra es un privilegio, primero, resaltar su carrera como jugador, tarea a la que respondió ampliamente (...) pero lo que realmente magnificó su desempeño fue su fortaleza mental. Una calma, a los veinte años, que contagiaba; su confianza permanente entusiasmaba, y una inteligencia -para tomar las mejores decisiones- que lo hicieron un jugador de notable rendimiento»
Roberto Matosas. 5 de octubre de 2024.

## Estadísticas

### Jugador
| Equipo        | Período       | PJ  | Goles |
| ------------- | ------------- | --- | ----- |
| Universidad   | 1988-1989     | 0   | 0     |
| Veracruz      | 1989-1994     | 130 | 4     |
| Morelia       | 1994-1995     | 14  | 0     |
| Veracruz      | 1995-1996     | 31  | 1     |
| Cruz Azul     | 1996-2002     | 147 | 2     |
| Total carrera | Total carrera | 322 | 7     |

### Entrenador
| Equipo                 | Div.                | Temporada           | Liga  | Liga | Liga | Liga | Liga |       | Copa | Copa | Copa | Copa  |   | Internacional | Internacional | Internacional | Internacional | Internacional |   | Otros | Otros | Otros | Otros |    | Totales     | Totales | Totales | Totales | Totales | Totales | Totales | Totales |
| Equipo                 | Div.                | Temporada           | Part. | G    | E    | P    | Pos. | Part. | G    | E    | P    | Part. | G | E             | P             | Pos.          | Part.         | G             | E | P     | Part. | G     | E     | P  | Rendimiento | GF      | GC      | Dif.    |         |         |         |         |
| ---------------------- | ------------------- | ------------------- | ----- | ---- | ---- | ---- | ---- | ----- | ---- | ---- | ---- | ----- | - | ------------- | ------------- | ------------- | ------------- | ------------- | - | ----- | ----- | ----- | ----- | -- | ----------- | ------- | ------- | ------- | ------- | ------- | ------- | ------- |
| Coatzacoalcos · México | 2.ª                 | 2006-A              | 14    | 5    | 5    | 4    | 1/4  | -     | -    | -    | -    | -     | - | -             | -             | -             | -             | -             | - | -     | 14    | 5     | 5     | 4  | 47.61%      | 23      | 20      | +3      |         |         |         |         |
| Coatzacoalcos · México | 2.ª                 | 2007-C              | 19    | 9    | 4    | 6    | 1/4  | -     | -    | -    | -    | -     | - | -             | -             | -             | -             | -             | - | -     | 19    | 9     | 4     | 6  | 54.39%      | 27      | 23      | +4      |         |         |         |         |
| Coatzacoalcos · México | 2.ª                 | 2007-A              | 17    | 6    | 5    | 6    | 13.º | -     | -    | -    | -    | -     | - | -             | -             | -             | -             | -             | - | -     | 17    | 6     | 5     | 6  | 45.09%      | 21      | 24      | -3      |         |         |         |         |
| Coatzacoalcos · México | 2.ª                 | 2008-C              | 21    | 10   | 7    | 4    | 1/2  | -     | -    | -    | -    | -     | - | -             | -             | -             | -             | -             | - | -     | 21    | 10    | 7     | 4  | 58.73%      | 26      | 21      | +5      |         |         |         |         |
| Coatzacoalcos · México | 2.ª                 | 2008-A              | 11    | 3    | 4    | 4    | Inc. | -     | -    | -    | -    | -     | - | -             | -             | -             | -             | -             | - | -     | 11    | 3     | 4     | 4  | 39.39%      | 10      | 11      | -1      |         |         |         |         |
| Coatzacoalcos · México | Total               | Total               | 82    | 33   | 25   | 24   | -    | -     | -    | -    | -    | -     | - | -             | -             | -             | -             | -             | - | -     | 82    | 33    | 25    | 24 | 50.4%       | 107     | 99      | +8      |         |         |         |         |
| Veracruz · México      | 1.ª                 | 2007-C              | 1     | 1    | 0    | 0    | Int. | -     | -    | -    | -    | -     | - | -             | -             | -             | -             | -             | - | -     | 1     | 1     | 0     | 0  | 100%        | 2       | 1       | +1      |         |         |         |         |
| Veracruz · México      | Total               | Total               | 1     | 1    | 0    | 0    | -    | -     | -    | -    | -    | -     | - | -             | -             | -             | -             | -             | - | -     | 1     | 1     | 0     | 0  | 100%        | 2       | 1       | +1      |         |         |         |         |
| Monterrey · México     | 1.ª                 | 2014-C              | 10    | 5    | 2    | 3    | 10°  | 4     | 1    | 1    | 2    | -     | - | -             | -             | -             | -             | -             | - | -     | 14    | 6     | 3     | 5  | 50%         | 22      | 18      | +4      |         |         |         |         |
| Monterrey · México     | 1.ª                 | 2014-A              | 21    | 9    | 4    | 8    | 1/2  | 6     | 2    | 1    | 3    | -     | - | -             | -             | -             | -             | -             | - | -     | 27    | 11    | 5     | 11 | 46.91%      | 35      | 32      | +3      |         |         |         |         |
| Monterrey · México     | 1.ª                 | 2015-C              | 6     | 1    | 1    | 4    | Inc. | 3     | 1    | 1    | 1    | -     | - | -             | -             | -             | -             | -             | - | -     | 9     | 2     | 2     | 5  | 29.63%      | 8       | 11      | -3      |         |         |         |         |
| Monterrey · México     | Total               | Total               | 37    | 15   | 7    | 15   | -    | 13    | 4    | 3    | 6    | -     | - | -             | -             | -             | -             | -             | - | -     | 50    | 19    | 10    | 21 | 44.67%      | 65      | 61      | +4      |         |         |         |         |
| Total en su carrera    | Total en su carrera | Total en su carrera | 120   | 49   | 32   | 39   | -    | 13    | 4    | 3    | 6    | -     | - | -             | -             | -             | -             | -             | - | -     | 133   | 53    | 35    | 45 | 48.62%      | 174     | 161     | +13     |         |         |         |         |
| 1.                     |                     |                     |       |      |      |      |      |       |      |      |      |       |   |               |               |               |               |               |   |       |       |       |       |    |             |         |         |         |         |         |         |         |

## Palmarés

### Como jugador

#### Títulos nacionales
| Título             | Club      | País   | Año  |
| ------------------ | --------- | ------ | ---- |
| Copa México        | Cruz Azul | México | 1997 |
| Campeonato de Liga | Cruz Azul | México | 1997 |

#### Títulos internacionales
| Título                          | Equipo *             | Sede             | Año  |
| ------------------------------- | -------------------- | ---------------- | ---- |
| Copa de Campeones               | Universidad Nacional | México           | 1989 |
| Copa de Naciones Norteamericana | México               | Estados Unidos   | 1991 |
| Copa de Campeones               | Cruz Azul            | Guatemala        | 1996 |
| Copa de Campeones               | Cruz Azul            | Washington D. C. | 1997 |

Nota * : incluyendo la selección

### Como segundo entrenador

#### Títulos nacionales
| Título             | Club      | País   | Año  |
| ------------------ | --------- | ------ | ---- |
| Campeonato de Liga | Monterrey | México | 2009 |
| InterLiga          | Monterrey | México | 2010 |
| Campeonato de Liga | Monterrey | México | 2010 |

#### Títulos internacionales
| Título            | Club      | Sede      | Año  |
| ----------------- | --------- | --------- | ---- |
| Copa de Campeones | Monterrey | Sandy     | 2011 |
| Copa de Campeones | Monterrey | Torreón   | 2012 |
| Copa de Campeones | Monterrey | Monterrey | 2013 |
| Copa de Campeones | Monterrey | Monterrey | 2019 |

### Distinciones individuales
| Distinción               | Año  |
| ------------------------ | ---- |
| Novato del año en México | 1990 |